# Amputatie

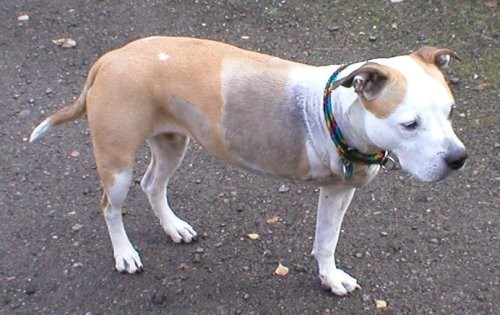
Een hond met een geamputeerde rechtervoorpoot

Amputatie is het afzetten of bij een ongeval verliezen van een  lichaamsdeel.

## Geschiedenis
Lange tijd was een Franse boer, die 7000 jaar geleden leefde bij Buthiers-Billancourt, het oudst bekende voorbeeld van iemand die een amputatie had ondergaan, in dat geval van een onderarm. In september 2022 echter meldde het tijdschrift Nature de vondst op Borneo van een skelet van minstens 31.000 jaar oud van iemand, bij wie in de kindertijd een onderbeen was geamputeerd. Hij of zij heeft daarna volgens de onderzoekers nog minstens zes jaar geleefd.

## Oorzaken
Mogelijke oorzaken van een amputatie zijn onder meer: 
- Na ongelukken (verkeersongelukken, bomexplosies, industriële ongelukken) waarbij een lichaamsdeel wordt afgesneden of afgerukt.
- Na zodanig ernstige beschadiging van een lichaamsdeel dat herstel niet mogelijk is moeten chirurgen het soms verwijderen.
- Bij snel voortschrijdende infecties (zoals koudvuur) kan het nodig zijn het aangedane lichaamsdeel af te zetten om het leven van de patiënt te redden.
- Ook kan amputatie nodig zijn bij kwaadaardige tumoren in een lichaamsdeel die zich kunnen uitzaaien.
- Bij afsluiting van de bloedvaten met als gevolg necrose. (atherosclerose, suikerziekte)
- Als iemand met een lichaamsdeel bekneld raakt zonder mogelijkheid om de beknelling voldoende snel op te heffen (door bijvoorbeeld een aardbeving of auto-ongeluk)
- Als straf wordt amputatie van een lichaamsdeel, bijvoorbeeld een hand, in sommige landen toegepast. Dit gebeurt in het bijzonder in Islamitische landen waar de sharia van kracht is. Bij de Japanse yakuza wordt het amputeren van de pink (yubitsume) gebruikt als straf.
- Als gevolg van crimineel geweld.
- Als gevolg van ernstige brandwonden waarbij lichaamsdelen ernstig beschadigd zijn.
- Als gevolg van een giftige beet waardoor necrotische zweren ontstaan. Zo kan een beet in een van de vingers leiden tot de amputatie van die vinger of zelfs van de hand.
- Congenitaal: bij een geboorte waar bepaalde lichaamsdelen zodanig misvormd zijn dat ze het latere functioneren zullen verhinderen.

## Gevolgen
Amputatie is voor de geamputeerde meestal een ernstig trauma, niet alleen lichamelijk, maar ook geestelijk. Naast het verlies van de functies van het orgaan of lichaamsdeel is een amputatie namelijk ook erg zichtbaar en roept sterke emoties bij anderen op. En ook bij niet-direct zichtbare amputaties is er bij de getroffene sprake van een groot en pas in een vaak jarenlang rouwproces te verwerken verlies.
Als er sprake is van een disfunctionerend lichaamsdeel wat pijn en ernstig ongemak veroorzaakt kan na medisch advies tot amputatie worden overgegaan. In dit geval kan de ingreep door amputatie van dit zieke of aangetaste lichaamsdeel bevrijdend werken en gunstiger toekomstverwachtingen bieden aan een patiënt. Bij een tumor met kans op uitbreiding kan amputatie van een lichaamsdeel zelfs noodzakelijk zijn om verdere uitzaaïngen naar de rest van het lichaam te voorkomen.

## Fantoompijn
Veel mensen die een ledemaat missen hebben zelf nog wel het gevoel alsof het ontbrekende lichaamsdeel er nog zit; ze kunnen bijvoorbeeld pijn of jeuk hebben aan een voet die er niet meer is. Dit verschijnsel wordt fantoompijn genoemd.

## Behandeling
Als een lichaamsdeel is geamputeerd, volgt er meestal een verwijzing naar een revalidatiearts. Deze gaat samen met de patiënt kijken wat voor beperkingen de amputatie tot gevolg heeft. Aan de hand daarvan gaat de revalidatiearts een behandelplan opstellen en de patiënt door de revalidatie begeleiden met ondersteuning van een revalidatieteam. In de beginfase zal vooral geleerd worden om omgaan met de stomp (wondgenezing en eenhandigheidstraining bij armamputaties en rolstoeltraining bij beenamputaties), dit omdat er altijd ook zonder kunstledemaat (prothese) gefunctioneerd moet kunnen worden om niet afhankelijk te worden van een prothese. Later kan worden gekeken welke functies van het ontbrekende ledemaat een prothese kan overnemen. Hierbij moet beseft worden dat een prothese echter slechts voor een deel de functionaliteit van het lichaamsdeel kan benaderen.